# 20799 Ashishbakshi
20799 Ashishbakshi è un asteroide della fascia principale. Scoperto nel 2000, presenta un'orbita caratterizzata da un semiasse maggiore pari a 3,1009175 UA e da un'eccentricità di 0,1578208, inclinata di 2,81861° rispetto all'eclittica.
È stato intitolato a Ashish Bakshi, studente premiato nel 2004 all'Intel International Science and Engineering Fair.